# 鲁·麦克拉纳汉
鲁·麦克拉纳汉（英語：Rue McClanahan，1934年2月21日—2010年6月3日），女，美国演员。曾获得黃金時段艾美獎喜劇類影集最佳女主角獎。